# Monasterevin
Monasterevin (forma anglicizzata) o Mainistir Eimhín (in irlandese) è una cittadina nella contea di Kildare, in Irlanda.